# Allehånde
Allehånde (Pimenta dioica) er et krydderi, som stammer fra Amerika. Allehånde har sit navn fra den sammensatte smag af nelliker, peber, kanel og muskat. Bærrene taber deres krydrede aroma, når de modner, så de høstes umodne og grønne. De tørres i solen og får en rødbrun farve. Aromaen sidder især i bærrenes skal. 
Allehånde, der er et op til ni meter højt træ, er hjemmehørende i de tropiske skove i Syd- og Mellemamerika samt på Vestindien. Det meste allehånde kommer fra Jamaica og kaldes også for jamaicapeber.
Det var Christoffer Columbus der bragte allehånde til Europa.
Allehånde er et ret nyt krydderi i det vestlige køkken, men det er meget anvendeligt og bruges i sammenkogte retter, i bagværk og til syltning. Krydderiet bruges ofte sammen med kanel og nellike. I de orientalske køkkener bruges allehånde i karryblandinger. 